# Fall River megye
Fall River megye az Amerikai Egyesült Államokban, azon belül Dél-Dakota államban található. Megyeszékhelye és legnagyobb városa Hot Springs. Lakosainak száma 6973 fő (2020. április 1.). Fall River megye Custer, Oglala Lakota, Dawes, Sioux és Niobrara megyékkel határos.

## Népesség
A megye népességének változása:
| Lakosok száma | 7118 | 6983 | 7009 | 6839 | 6867 | 6973 |
|               | 2010 | 2011 | 2012 | 2013 | 2015 | 2020 |